# Муніципальна бібліотека Гренобля
45°11′07″ пн. ш. 5°43′52″ сх. д. / 45.18527778° пн. ш. 5.73111111° сх. д.
Муніципа́льна бібліоте́ка Грено́бля (фр. Bibliothèque municipale de Grenoble) — публічна бібліотека у Франції, розташована в місті Гренобль (департамент Ізер).

## Історія
Ідея створення бібліотеки виникла у вересні 1771 року після смерті єпископа Жана де Коле, який залишив у спадок маркізу де Граммону свою бібліотеку з 33 644 книг. Щоб викупити бібліотеку єпископа, відкрили збір грошей. 11 липня 1772 року, коли зібрали 67 888 ліврів, призначили виконавчий комітет із дванадцяти осіб під головуванням Луї де Сосена. 29 липня 1772 року бібліотеку єпископа викупили за 45 000 ліврів. Гроші, що залишилися, витратили на облаштування тимчасового приміщення. Тоді ж бібліотеці пожертвували 6000 томів, що зберігалися в ратуші.
У 1777 і 1779 роках відділу давньої книги передали давньоєгипетські артефакти, серед яких саркофаг та канопи. Обов'язки помічника директора бібліотеки на той час виконував Жан-Франсуа Шампольон.
У 1800 році бібліотеку розмістили в будівлі Центральної школи (до 1796 — колеж єзуїтів, з 1803 — ліцей).
11 червня 1860 року муніципальна рада на чолі з мером Еженом Ґаяром проголосувала за будівництво нової будівлі для бібліотеки. Будівельні роботи розпочалися у травні 1864 року на площі Конституції (нині площа Верден). Нову будівлю, названу музеєм-бібліотекою, спроєктував архітектор Шарль-Огюст Кестель, вона відкрилася для публіки в 1872 році. На стінах вестибюлю з'явилися меморіальні дошки з іменами фундаторів бібліотеки та меценатів. Обсяг фонду бібліотеки зріс утричі. З початком Першої світової війни, коли щорічна відвідуваність становила 15 000 читачів, бібліотека була на якийсь час закрита через брак персоналу, але незабаром відкрита знову. Щоб продемонструвати багатство фондів бібліотеки, новий хранитель Луї Руає організував 1920 року виставку, присвячену Стендалю, на якій з липня по вересень експонувалися рукописи, портрети і документи письменника.

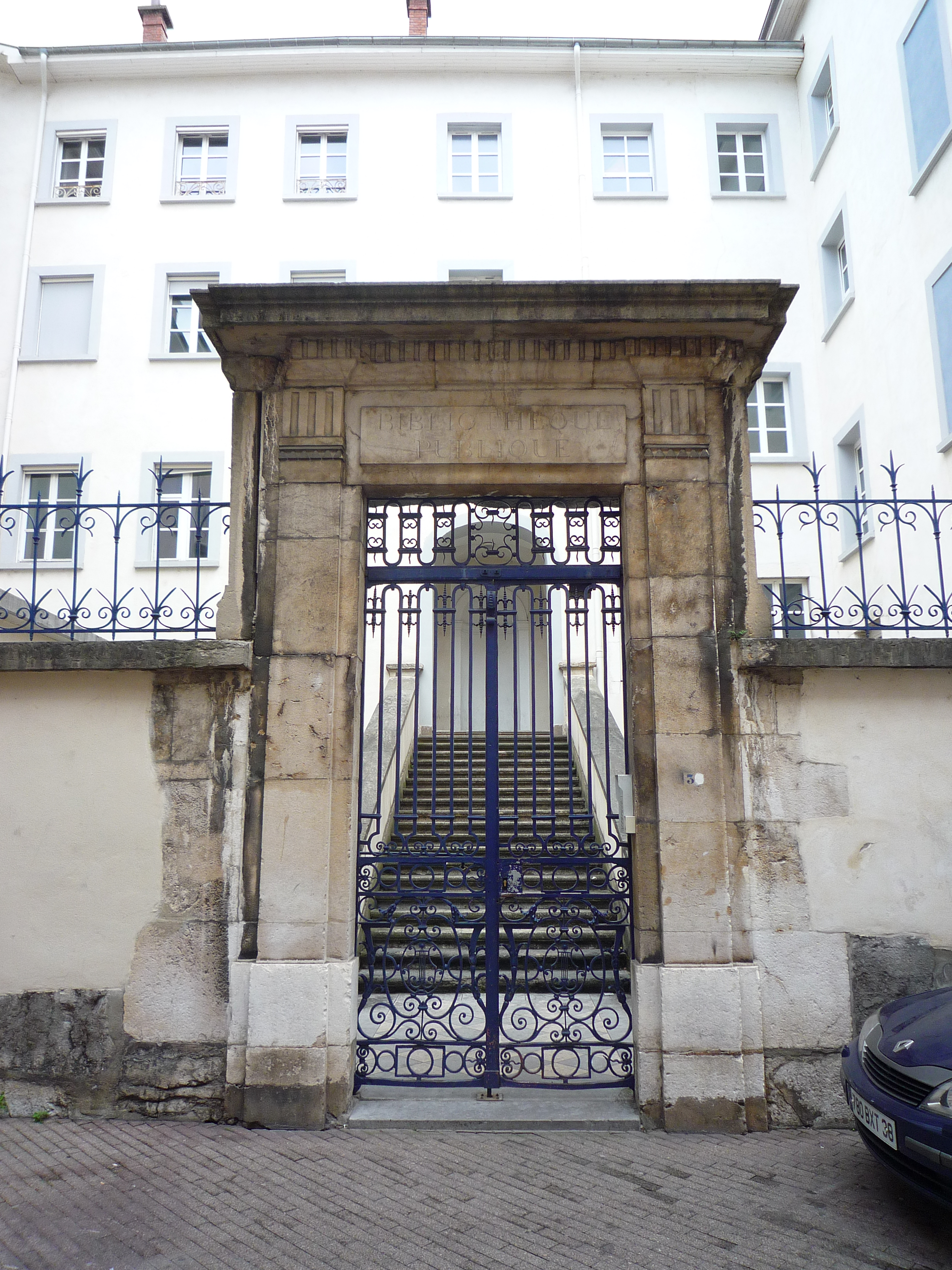
Будівля ліцею, де розташовувалася бібліотека до 1872 року

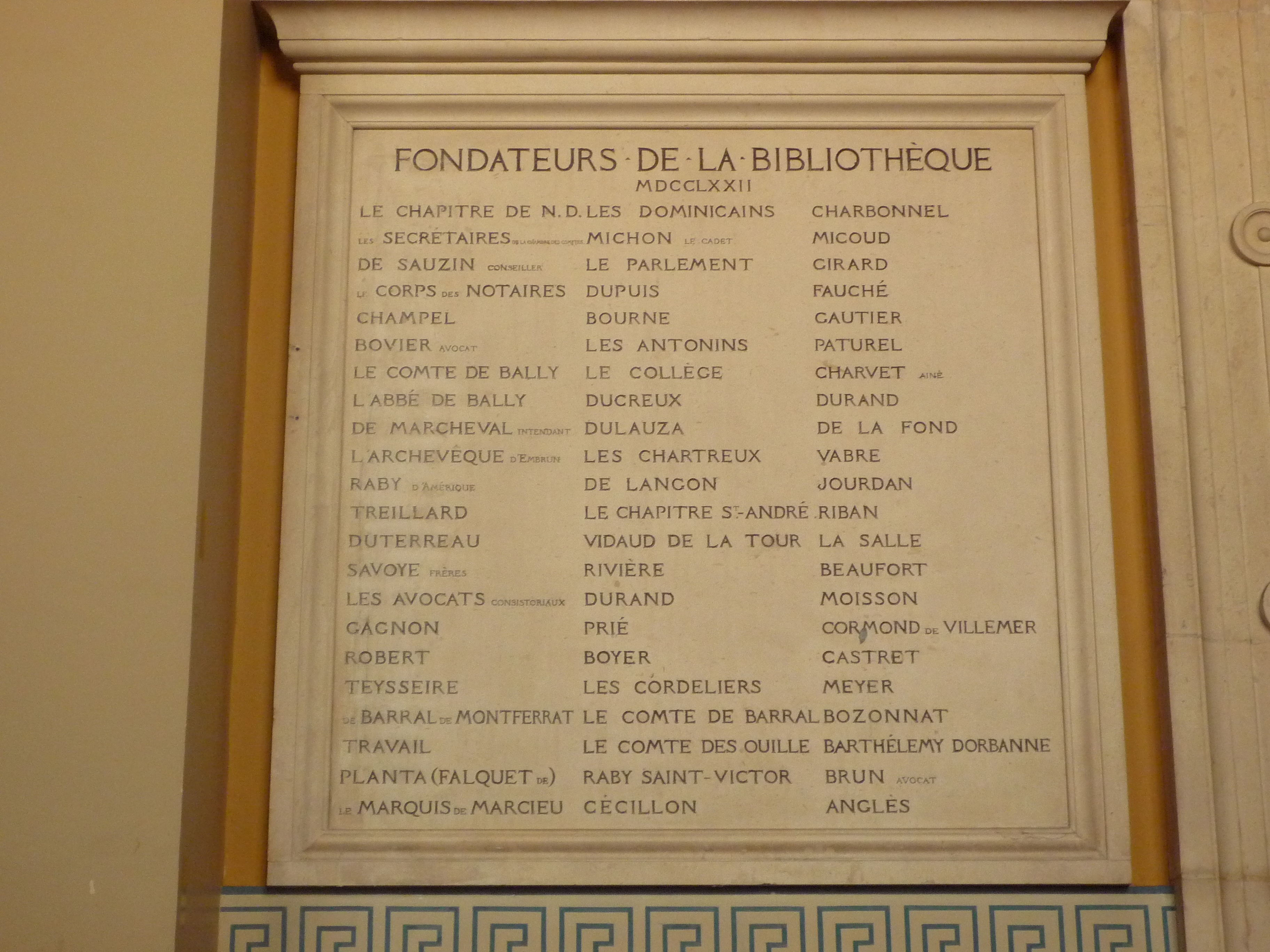
Меморіальна дошка з іменами засновників бібліотеки (будівля на площі Верден)

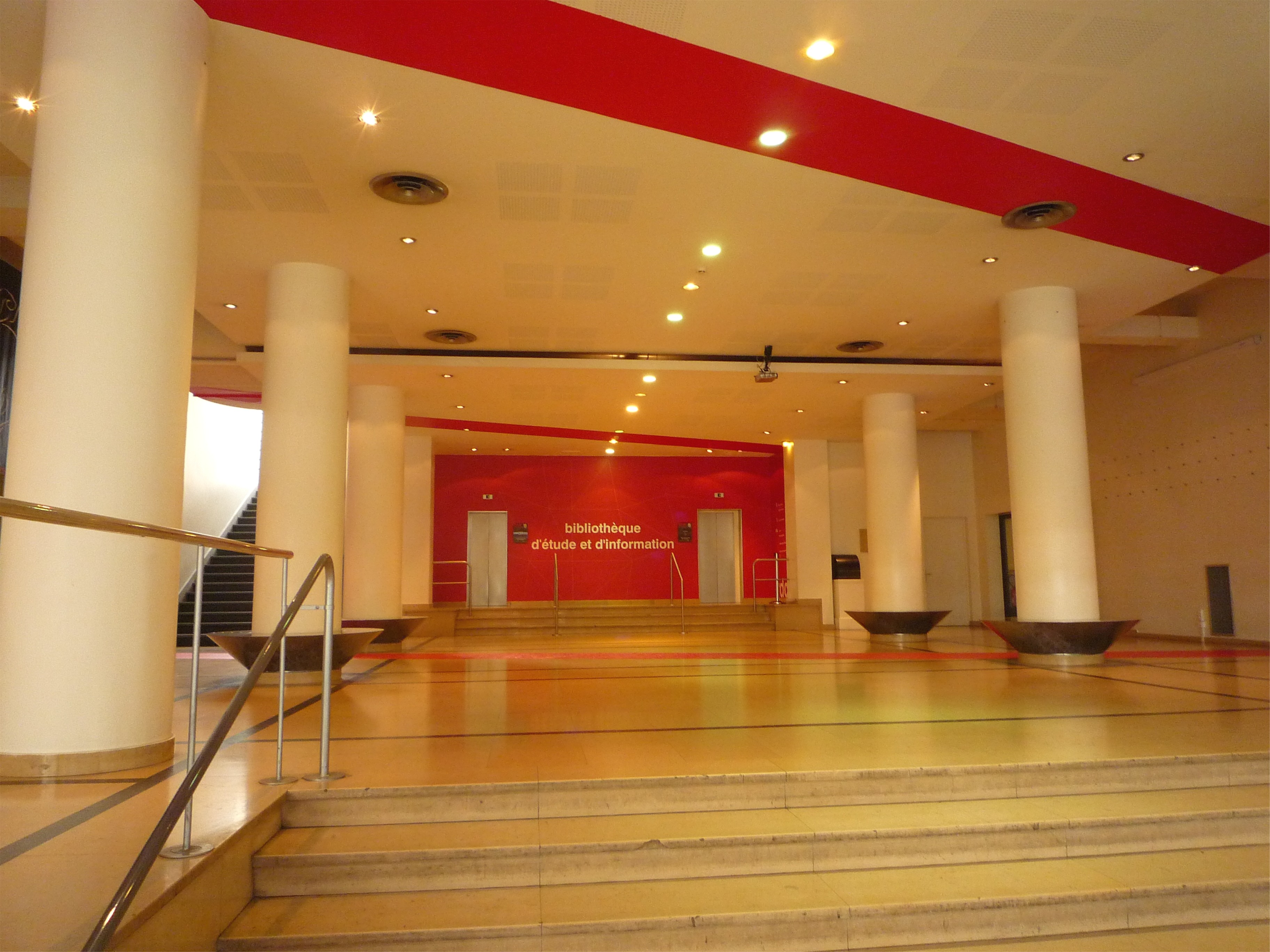
Вестибюль бібліотеки

У березні 1970 року Муніципальну бібліотеку Гренобля перенесли до будівлі на бульварі Марешаль-Ліоте, де раніше розташовувалась університетська бібліотека, а 28 листопада того ж року її відкрили для читачів.

## Сучасний стан
Нова будівля бібліотеки збудована в 1955—1959 роках за проєктом архітектора Жана Бенуа (1900—1976) і займає площу 10 161 квадратний метр  Обсяг фонду становить близько 800 000 одиниць. У бібліотеці зберігаються документи, що стосуються історичної області Дофіне та регіону Овернь — Рона — Альпи.
З 2003 року бібліотека у співпраці з міськими культурними установами організовує щорічний захід Printemps du livre (фр. — «Книжкова весна»), в рамках якого проводяться зустрічі, читання, круглі столи, шоу, виставки, семінари .

## Фонди
Вона надає безкоштовний доступ до 3000 довідкових видань, 40 журналів, банку старих зображень і мікрофільмів Dauphiné Libéré.
За запитом також надається доступ до документів, що зберігаються в сховищі, таких як давня колекція Дофіне з 200 000 документів або загальна старовинна колекція, що містить 196 000 видань і 20 000 рукописів, датованих до 1900 року, та 706 інкунабул. Ці документи представлені різними носіями інформації, включаючи 1500 періодичних видань, зокрема, з часів Старого режиму, монети і медалі, іконографічні колекції, глобуси і карти, найстаріша з яких датується 1536 роком.

### Спеціальні фонди
Бібліотека Гранд-Шартрез є особливою частиною муніципальної бібліотеки Гренобля, де зберігається 300 інкунабул, серед яких єдиний примірник «Танцю смерті» Гі Маршана і «Католікон» Гутенберга (1460), а також численні рукописи, зокрема колекція з 43 Біблій, конфіскованих з монастиря Гранд-Шартрез під час Французької революції.
У відділі також зберігаються рідкісні документи, такі як протоколи допитів ченця Франсуа де Нобілібуса, спаленого на вогнищі на площі Ґренетт у 1606 році за звинуваченням у чаклунстві, і протоколи судового процесу над яким, згідно з традицією, уникнули вогнища. Акт засудження монаха зберігається в Архіві департаменту Ізер. 
У бібліотеці також зберігаються колекції, пов'язані з такими відомими постатями, як Антуан Барнав, Жан-Жозеф Муньє, Людовик XVII, Луї Мандрен і брати Шампольйони.

### Фонд Шампольона
Тут зберігаються всі оригінальні публікації єгиптолога Жана-Франсуа Шампольйона, а також кілька рукописівref>Bibliothèque municipale de Grenoble.</ref> і численні іконографічні документи, пов'язані з родиною Шампольйонів. Багато інших документів можна знайти в департаментських архівах.

### Фонд Стендаля
Колекція Стендаля в бібліотеці налічує близько 40 000 сторінок рукописів письменника, тобто понад три чверті всіх рукописів, які дійшли до нашого часу. Її доповнюють понад 10 000 друкованих праць про видання французькою та іноземними мовами, дисертації, бібліографії та дослідження Стендаля. На додаток до цієї колекції творів письменника з регіону Дофіне, є 700 музейних предметів, включаючи картини, медальйони, бюсти і літографії, більшість з яких використовуються Музеєм Стендаля, який об'єднує квартиру доктора Ґаньона як місце пам'яті, місце народження Стендаля як життєвий простір, присвячений сучасній літературі, колекції Бібліотеки досліджень і спадщини, а також історичний маршрут по старому центру Гренобля. Варто зазначити, що міський музей Стендаля є відділом муніципальної бібліотеки з моменту її заснування у 1934 році.
У 2013 році два листи та сторінки архітектурних креслень з автографами письменника поповнили фонди музею Стендаля, прибдані на публічному аукціоні. Лист з автографом від 19 серпня 1812 року, адресований Феліксу Форе та графині Дару, був придбаний завдяки П'єру Берже, меценату музею Стендаля. Через три роки П'єр Берже подарував книгу "Maximes et pensées. Оповідання та анекдоти Себастьяна-Роша Ніколя де Шамфора, оцінену в 300 000 євро, оскільки на ній є власноручний запис Стендаля. У листопаді 2016 року муніципальна бібліотека придбала перше видання «Прогулянок у Римі» (1829) за 10 778 євро.